# Aloe pratensis
Aloe pratensis é uma espécie de liliopsida do gênero Aloe, pertencente à família Asphodelaceae.